# Karol Borys
Karol Borys (Otmuchów, 28 de septiembre de 2006) es un futbolista polaco que juega como centrocampista en el N. K. Maribor de la Primera Liga de Eslovenia.

## Trayectoria
Jugó por primera vez en Otmuchów antes de unirse a la Academia del Śląsk Wrocław en 2013. Allí firmó su primer contrato profesional en octubre de 2021, habiendo asistido previamente a una prueba en el Manchester United F. C.
El 21 de mayo de 2022 hizo su debut profesional con el primer equipo del Śląsk, entrando como suplente en los últimos 20 minutos de una derrota en casa por 3-4 ante Górnik Zabrze durante la última jornada de la temporada 2021-22. Al hacerlo, se convirtió en el primer jugador nacido en 2006 en aparecer en la Ekstraklasa y desplazó a Mirosław Pękala como el jugador más joven en la historia del club Silesiano.

## Estadísticas

### Clubes
Actualizado al último partido disputado el 15 de abril de 2023.
| Club                        | Div.          | Temporada     | Liga  | Liga  | Copas nacionales | Copas nacionales | Copas internacionales | Copas internacionales | Total | Total |
| Club                        | Div.          | Temporada     | Part. | Goles | Part.            | Goles            | Part.                 | Goles                 | Part. | Goles |
| --------------------------- | ------------- | ------------- | ----- | ----- | ---------------- | ---------------- | --------------------- | --------------------- | ----- | ----- |
| Śląsk Wrocław II · Polonia  | 3.ª           | 2021-22       | 3     | 0     | ―                | ―                | ―                     | ―                     | 3     | 0     |
| Śląsk Wrocław · Polonia     | 1.ª           | 2021-22       | 1     | 0     | 0                | 0                | 0                     | 0                     | 1     | 0     |
| Śląsk Wrocław · Polonia     | 1.ª           | 2022-23       | 6     | 0     | 1                | 0                | ―                     | ―                     | 7     | 0     |
| Śląsk Wrocław II · Polonia  | 3.ª           | 2022-23       | 7     | 0     | ―                | ―                | ―                     | ―                     | 7     | 0     |
| Śląsk Wrocław II · Polonia  | 4.ª           | 2023-24       | 3     | 0     | ―                | ―                | ―                     | ―                     | 3     | 0     |
| Śląsk Wrocław II · Polonia  | Total club    | Total club    | 13    | 0     | 0                | 0                | 0                     | 0                     | 13    | 0     |
| Śląsk Wrocław · Polonia     | 1.ª           | 2023-24       | 3     | 0     | 0                | 0                | ―                     | ―                     | 3     | 0     |
| Śląsk Wrocław · Polonia     | Total club    | Total club    | 10    | 0     | 1                | 0                | 0                     | 0                     | 11    | 0     |
| K. V. C. Westerlo · Bélgica | 1.ª           | 2023-24       | 4     | 0     | ―                | ―                | ―                     | ―                     | 4     | 0     |
| K. V. C. Westerlo · Bélgica | Total club    | Total club    | 4     | 0     | 0                | 0                | 0                     | 0                     | 4     | 0     |
| N. K. Maribor Eslovenia     | 1.ª           | 2024-25       | 14    | 0     | 2                | 0                | 4                     | 0                     | 20    | 0     |
| N. K. Maribor Eslovenia     | Total club    | Total club    | 14    | 0     | 2                | 0                | 4                     | 0                     | 20    | 0     |
| Total carrera               | Total carrera | Total carrera | 41    | 0     | 3                | 0                | 4                     | 0                     | 48    | 0     |